# 4′-Metylo-α-pirolidynopropiofenon
4′-Metylo-α-pirolidynopropiofenon, MαPPP – organiczny związek chemiczny, substancja psychoaktywna z grupy stymulantów. W kwietniu 2015 roku został ujęty w grupie I-P wykazu substancji psychotropowych.